# Udo Limburški
Udo Limburški (ok. 1030 - 1078) je prvič omenjen v listini iz leta 1064. Govori se o Udu de Lemborcu iz spodnjelorenske družine, ki je daroval cerkvi sv. Adalberta v Aachnu. Bil je ustanovitelj vladarske rodbine Limburških in prva oseba, ki je bila v listini imenovana za grofa Limburškega.
Poročil se je z Juto, hčerko in naslednico Friderika Luksemburškega, vojvode Spodnje Lorene in Gerberge Boulonjske. Leta 1065 je nasledil svojega tasta kot varuh opatije Sint-Truiden.
Zaradi različnih indicev bi bil Udo najverjetneje sin Richwina II. gradiščana v Baelen-Limburgu 1033, 1052, grofa Kempenicha in Hengebacha/Heimbacha 1074. Udo je bil vnuk Richwina I. grofa v Eifelu 992-1033, Wildbana Kempenicha 992, gospoda Heerlena in Matilde Saške-Ludolf (Hendrika II. (prepirljivca) vojvode Bavarske in mejne grofije Verone). Richwin I. je bil sin Sigebodeja I. Ripuarijski (grofa v regiji Are 964-992 in je bil vazal trierskega nadškofa -956).
Po smrti svojega tasta je Udo razširil svojo oblast v teritorialno gospostvo s središčem na gradu Limburg. Pravzaprav je postal ustanovitelj dinastije Limburških. Ustanovitelj in graditelj gradu Limburg je bil njegov tast Friderik Luksemburški.
Njegov sin Henrik I., ki ga je nasledil kot limburški grof, bo leta 1101 postal vojvoda Spodnje Lorene in mejni grof Antwerpna, deloma po zaslugi povezav prek svoje matere in babice.